# Black, Alabama
Black là một thị trấn thuộc quận Geneva, tiểu bang Alabama, Hoa Kỳ. Dân số năm 2009 là 210 người, mật độ đạt 26 người/km².